# Pałac Nostitzów we Wrocławiu
Pałac Nostitzów, Dom Nostitzów – dawny pałac miejski, który znajdował się przy ulicy św. Antoniego we Wrocławiu.

## Historia
Pałac został wzniesiony w 1730 roku na zlecenie hrabiego Ottona Wenzela von Nostilz und Reineck, starosty ziemskiego księstwa wrocławskiego w latach 1727-1741.
W 1749 roku, w wyniku wybuchu wieży prochowej budynek nie uległ poważnym uszkodzeniom: uszkodzone zostało jedynie pokrycie dachowe. W 1885 roku dom został przebudowany według projektu Heinricha Schilda. Budynek otrzymał wówczas w części frontowej kondygnację poddasza likwidując przy tym dach spadowy zastępując go dachem pulpitowym. Fasada przybrała bardziej neorenesansowy wystrój. Wewnątrz budynku nie dokonano większych zmian; dodano jedynie kilka ścian działowych tworząc w ten sposób kilka niezależnych mieszkań na każdej kondygnacji.
Dom został zniszczony w 1945, na jego miejscu zbudowano w latach 60. XX w. ob. 4-kondygnacyjny budynek biurowy.

## Architektura
Budynek powstał na połączonych dwóch posesjach na których znajdowały się dom frontowy i połączony z nim tylna oficyna (działka wschodnia) oraz dużego domu frontowego z dwoma symetrycznymi skrzydłami tylnymi otaczającymi dziedziniec (działka zachodnia). Po przebudowie powstał gmach o jedenastoosiowej fasadzie, trzykondygnacyjny ze skrajnymi jednoosiowymi pseudoryzalitami, zaznaczonymi przez boniowane lizeny oraz z portalami wejściowymi. Ryzality w partii dachowej zakończone były lukarnami w architektonicznych obudowach w formie aediculi. Taka sama lukarna znajdowała się w środkowej osi fasady. W osi piątej i siódmej umieszczono dwa dodatkowe edykułowe portale, przy czym ten pierwszy był portalem przelotowym: łączył się z sienią przejazdową prowadzącą na dziedziniec. W tylnym wschodni skrzydle umieszczona była główna, czterobiegowa klatka schodowa; w skrzydle zachodnim znajdowały się stajnie a przy połączeniu z domem frontowym ustępy. Dwie pierwsze kondygnacje posiadały układ dwu traktowy: frontowy z pomieszczeniami reprezentacyjnymi był szerszy. W tylnej części elewacji, na poziomie obu pięter biegła drewniana galeria komunikacyjna łącząca oba skrzydła i dostarczała dostęp do pomieszczeń w trakcie tylnym. W części frontowej, ściany działowe były wykonane w konstrukcji fachwerkowej.